# 마샤 토머슨
마샤 토머슨(Marsha Thomason, 1976년 1월 19일 ~ )은 잉글랜드의 배우이다.

## 출연 작품
- 블루스톰 2 (2009, Into the Blue 2: The Reef)
- 트리퍼(영어판) (2006)
- 카페인 (2006)
- 내 아기의 아빠 (2004)
- 헌티드 맨션 (2003)
- 퓨어 (2002)
- 롱 타임 데드 (2002)
- 흑기사 중세로 가다 (2001)
- 프리스트 (1994)
- 세이프 (1993)

### 텔레비전
- 라스베가스 (2003-05)
- 로스트 (2007-10)
- 라이프 (2008)
- 제너럴 호스피털 (2009)
- 메이크 잇 오어 브레이크 잇 (2009-10)
- 화이트 칼라 (2009-14)
- 투 브로크 걸스 (2011)
- 본즈 (2017)
- 굿 닥터 (2017-18)
- NCIS: 로스앤젤레스 (2017-20)
- 씰 팀 (2018)
- 매그넘 P.I. (2021)